# Pietro Riva (calciatore)
Pietro Riva (Lecco, 10 novembre 1918 – ...) è stato un allenatore di calcio e calciatore italiano, di ruolo centrocampista.

## Carriera

### Giocatore
Nella stagione 1938-1939 segna 2 reti in 14 partite con la maglia del Lecco (squadra della sua città natale) nel campionato di Serie C; gioca in terza serie anche nella stagione 1940-1941 e nella stagione 1942-1943, al termine della quale il Lecco vince il campionato.
Milita nel Lecco anche durante la stagione 1943-1944, durante la quale la squadra prende parte al Torneo Misto Lombardo; dopo la fine della Seconda guerra mondiale Riva riprende a giocare nel Lecco, con cui nel corso della stagione 1945-1946 partecipa al campionato di Serie B-C Alta Italia (la seconda serie di quella stagione) realizzandovi 4 reti e giocando tutte e 22 le partite disputate dalla squadra lombarda, che finisce il campionato al terzo posto in classifica nel girone B. Successivamente, nella stagione 1946-1947 gioca nel campionato di Serie B, nel quale disputa 41 partite e realizza 7 reti.

### Allenatore
Nella stagione 1963-1964 ha allenato la Biellese, in Serie C 1963-1964; è stato esonerato a stagione in corso in favore di Piero Castello.

## Palmarès

### Giocatore

#### Competizioni nazionali
- Serie C: 1

Lecco: 1942-1943